# Anholt
Anholt är en dansk ö i Kattegatt mellan Sverige och Danmark, dock något närmare det danska fastlandet. Ön har en yta på cirka 21,75 km² och 138 invånare 
(2020).
Den tillhör sedan den 1 januari 2007 Norddjurs kommun i Region Midtjylland. Dessförinnan tillhörde den Grenå kommun i Århus amt.
Delar av ön är naturreservat och fastigheter är dyra och svåra att komma över, då utbudet är begränsat[källa behövs]. Östra delen av ön, Ørkenen, är Nordeuropas största öken.

## Historik
Det finns arkeologiska fynd från yngre stenåldern och vikingatiden på ön.
Enligt kung Valdemars jordebok från 1231 ägde kungen en byggnad på Sønderbjerg. Ön blev 1441 förlänad till Otto Nielsen Rosenkrands och kom därefter att ingå i Kalø län.
Ön hade från reformationen och fram till 1551 inte någon egen präst utan öborna gick då i Morups kyrka i Halland. Därefter byggdes en egen kyrka på ön. På grund av den tidigare församlingstillhörigheten kan ön då anses ha tillhört Halland. Den förblev dock dansk efter frederna i Brömsebro 1645, Roskilde 1658 och Köpenhamn 1660. Detta har gett upphov till olika skrönor, som gärna vidareförs av öns turistnäring, om att danska förhandlare skulle ha dolt ön på kartan med handen eller under ett ölglas. Troligare är att ön helt enkelt var ointressant för de svenska förhandlarna, eller att dessa bara räknade den till Jylland. Enligt en källa ställde svenskarna inledningsvis vid förhandlingarna i Roskilde krav på såväl Anholt som Læsø, Ven, Saltholm och Møn, men gav upp dessa krav.
Mellan 1808 och 1814 var Anholt besatt av brittiska trupper. Danskarna försökte återta ön vid slaget om Anholt under det så kallade kanonbåtskriget 1811, vilket inte lyckades. Britterna lämnade dock Anholt efter Freden i Kiel 1814.
Den 17 maj 1973 hittade man i öknen på Anholt ett antal platser där föremål som vanligtvis förknippas med satanistiska ritualer hade placerats, bland annat svarta stearinljus, mässingsklockor, benrester och liknande. Händelsen beskrevs i stor utsträckning i både dansk och internationell press. Anledningen till att föremålen placerats där klarlades inte förrän 2020 då Knud Langkow (1931-2004) avslöjades med att i flera decennier spridit brev och hundratals så kallade djävulsmynt i kyrkor och museer runt om i hela Norden, samt England, och eldat på ryktena kring Anholt som satanistisk centralort. Den fiktiva satanskulten fick omfattande medial täckning i decennier.
I  kommunalt hänseende utgjorde Anholt en egen kommun fram till kommunreformen 1970, då ön tillfördes Grenå kommun. Då denna kommun upphörde i samband med kommunreformen 2007 tillfördes Anholt Norddjurs kommun.

## Anholt Redningsstation
Anholt Redningsstation inrättades 1878 som båt- och raketstation, då det ännu inte fanns en hamn på Anholt. Den första räddningsstationen förlades till Anholt Fyr och sedan inrättades bistationen Anholt-Øst som båtstation mitt på ön. Efter anläggandet av en hamn, flyttades räddningsstationen Anholt-Øst 1928 till Anholt Havn och försågs med en motorräddningsbåt samt raketapparat. Den ursprungliga stationen lades ned 1934.

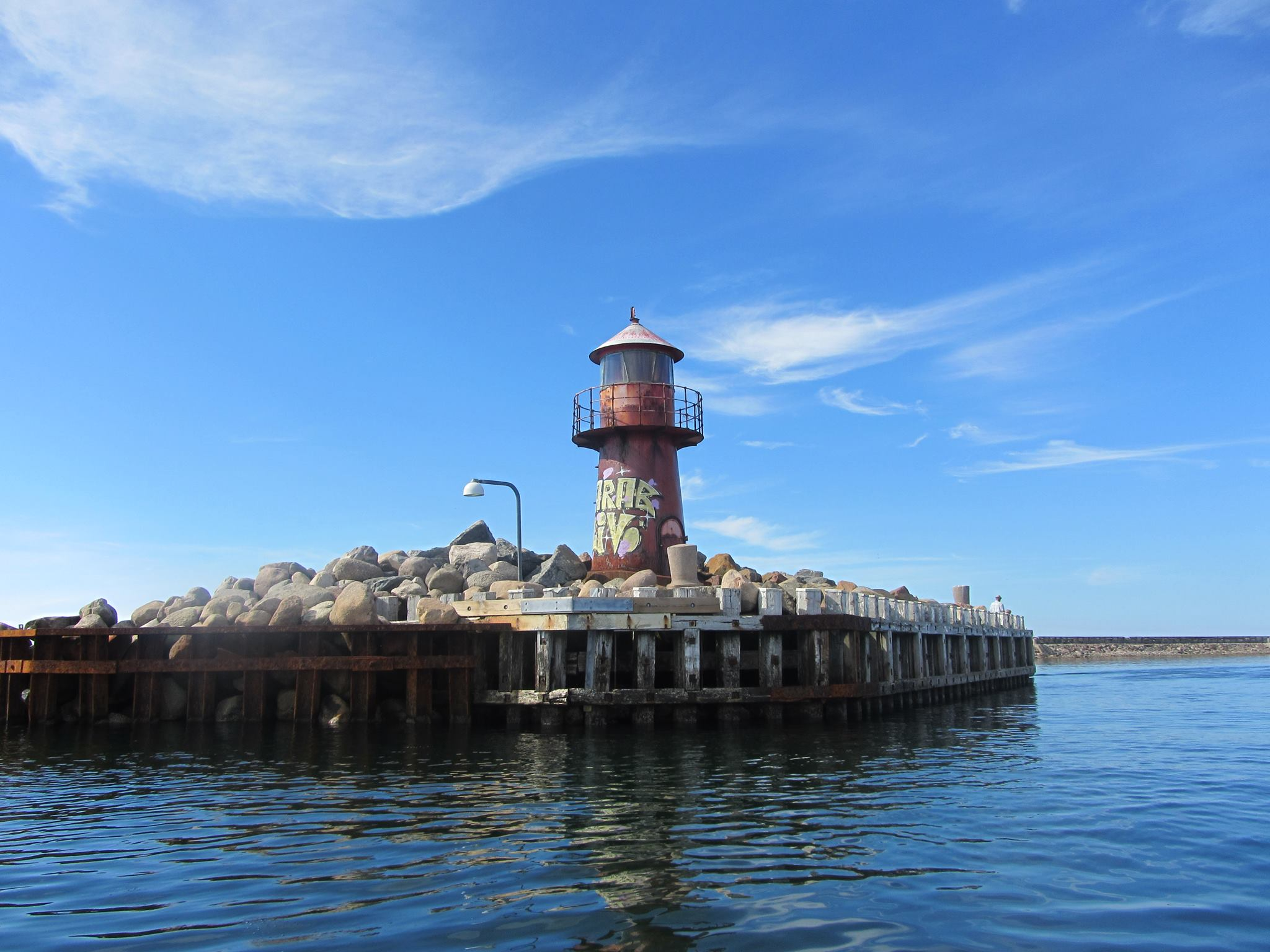
Den tidigare fyren vid Anholts hamn